# Danh sách kỷ lục xoáy thuận nhiệt đới
Đây là 1 danh sách các kỷ lục về xoáy thuận nhiệt đới.
| Chú thích các màu dùng trong bảng: |
| ---------------------------------- |
| Kỷ lục thủy học                    |
| Kỷ lục ảnh hưởng                   |
| Kỷ lục cường độ                    |
| Kỷ lục thời gian tồn tại           |
| Kỷ lục kích thước                  |
| Kỷ lục vận tốc                     |
| Kỷ lục khác                        |

## Các kỷ lục lớn
| Đặc điểm                                                                        | Kỷ lục | Thời gian       | Vị trí                                                 | Tham khảo            |
| ------------------------------------------------------------------------------- | --- | --------------- | ------------------------------------------------------ | -------------------- |
| Lượng mưa tổng thể cao nhất                                                     | 6.083 mm (239,5 in) | 14-28/1/1980    | Bão Hyacinthe tại Đảo Reunion                          | [ 2 ]                |
| Sóng bão cao nhất                                                               | 14,5 m (48 ft) | 5/3/1899        | Bão Mahina tại Bathurst Bay, Queensland, Úc            | [ 3 ]                |
| Độ cao sóng cao nhất được xác nhậnα                                             | 30 m (98 ft) | 11/9/1995       | Bão Luis lên tàu Queen Elizabeth 2 ở Bắc Đại Tây Dương | [ 4 ]                |
| Xoáy thuận nhiệt đới gây thiệt hại tốn kém nhất                                 | Thiệt hại 108 tỉ USD | 29/8/2005       | Bão Katrina tại phía tây Đại Tây Dương và Vịnh México  | [ 5 ]                |
| Xoáy thuận nhiệt đới làm nhiều người chết nhất                                  | Khoảng hơn 500.000 thương vong | 12/11/1970      | Bão Bhola tại Vịnh Bengal                              | [ 6 ]                |
| Gây ra nhiều lốc xoáy nhất                                                      | 120 cơn lốc xoáy được xác nhận | 15-18/9/2004    | Lốc xoáy do Bão Ivan tại Nam và Đông Hoa Kỳ            | [ 7 ]                |
| Gió giật mạnh nhất                                                              | 113 m/s (253 mph, 220 kt, 408 km/h) | 10/4/1996       | Bão Olivia tại Đảo Barrow, Tây Úc, Úc                  | [ 8 ]                |
| Chỉ số Năng lượng xoáy thuận tích lũy (ACE) cao nhất cho 1 xoáy thuận nhiệt đới | 82 | 20/8 - 7/9/2006 | Bão Ioke tại Đông Bắc và Tây Bắc Thái Bình Dương       | [ 9 ]                |
| Chỉ số Năng lượng xoáy thuận tích lũy (ACE) cao nhất cho 1 mùa bão              | 600 (ước tính) trong Mùa bão Tây Bắc Thái Bình Dương 1965                                                                                 | 16/1-21/12/1965 | Tây Bắc Thái Bình Dương                                | [ 10 ]               |
| Cường độ mạnh nhất (sức gió bề mặt duy trì tối đa trong 1 phút)                 | 96 m/s (215 mph, 185 kt, 345 km/h) | 23/10/2015      | Bão Patricia ở Đông Thái Bình Dương                    | [ 11 ]               |
| Cường độ mạnh nhất (sức gió duy trì tối đa trong 10 phút)                       | 77 m/s (175 mph, 150 kt, 280 km/h) | 20/2/2016       | Bão Winston tại Nam Thái Bình Dương                    | [ 12 ]               |
| Cường độ mạnh nhất (áp suất tại tâm thấp nhất)                                  | 870 mb (hPa) (25.69 inHg) | 12/10/1979      | Bão Tip tại Tây Bắc Thái Bình Dương                    | [ 13 ] [ 14 ]        |
| Cường độ mạnh nhất khi đổ bộ (sức gió duy trì tối đa trong 1 phút)              | 88 m/s (196 mph, 170 kt, 315 km/h) | 7/11/2013       | Bão Haiyan tại Samar, Philippines                      | [ 15 ] [ 16 ] [ 17 ] |
| Cường độ mạnh nhất khi đổ bộ (sức gió duy trì tối đa trong 1 phút)              | 88 m/s (196 mph, 170 kt, 315 km/h) | 13/9/2016       | Bão Meranti tại Itbayat, Philippines                   | [ 15 ] [ 16 ] [ 17 ] |
| Cường độ mạnh nhất khi đổ bộ (sức gió duy trì tối đa trong 1 phút)              | 88 m/s (196 mph, 170 kt, 315 km/h) | 1/11/2020       | Bão Goni tại Catanduanes, Philippines                  | [ 15 ] [ 16 ] [ 17 ] |
| Cường độ mạnh nhất khi đổ bộ (sức gió duy trì tối đa trong 10 phút)             | 77 m/s (175 mph, 150 kt, 280 km/h) | 20/2/2016       | Bão Winston tại Viti Levu, Fiji.                       | [ 12 ]               |
| Cường độ mạnh nhất khi đổ bộ (áp suất)                                          | 886 mb (hPa) (26.16 inHg) | 20/2/2016       | Bão Winston tại Viti Levu, Fiji.                       | [ 12 ]               |
| Xoáy thuận nhiệt đới tồn tại lâu nhất                                           | 37 ngày | 5/2-14/3/2023   | Bão Freddy tại Úc và Tây Nam Ấn Độ Dương               | [ 18 ]               |
| Xoáy thuận nhiệt đới di chuyển quãng đường xa nhất                              | 13.280 km (7.165 mi) | 11/8-10/9/1994  | Bão John tại Đông Bắc và Tây Bắc Thái Bình Dương       | [ 19 ]               |
| Sức gió Cấp 4 hoặc 5 kéo dài lâu nhất                                           | 8,25 ngày liên tiếp | 24/8-2/9/2006   | Bão Ioke tại Đông Bắc và Tây Bắc Thái Bình Dương       | [ 20 ]               |
| Sức gió Cấp 5 kéo dài lâu nhấtβ                                                 | 5,50 ngày liên tiếp | 9-14/9/1961     | Bão Nancy tại Tây Bắc Thái Bình Dương                  | [ 21 ]               |
| Xoáy thuận nhiệt đới lớn nhất (bán kính sức gió từ tâm)                         | Gió mạnh (17 m/s, 34 kt, 39 mph, 63 km/h) vươn xa 1.100 km (675 mi) từ tâm                                                                | 12/10/1979      | Bão Tip tại Tây Bắc Thái Bình Dương                    | [ 13 ] [ 22 ]        |
| Xoáy thuận nhiệt đới nhỏ nhất (bán kính sức gió từ tâm)                         | Gió mạnh (17 m/s, 34 kt, 39 mph, 63 km/h) vươn xa 18,5 km (11,5 mi) từ tâm                                                                | 7/10/2008       | Bão Marco tại Vịnh Campeche                            | [ 23 ]               |
| Mắt bão lớn nhất                                                                | 370 km (230 mi) | 20/8/1960       | Bão Carmen tại Tây Bắc Thái Bình Dương                 | [ 24 ] [ 25 ]        |
| Mắt bão lớn nhất                                                                | 370 km (230 mi) | 12/8/1997       | Bão Winnie tại Tây Bắc Thái Bình Dương                 | [ 24 ] [ 25 ]        |
| Mắt bão nhỏ nhất                                                                | 3,7 km (2,3 mi) | 19/10/2005      | Bão Wilma tại Caribe                                   | [ 26 ]               |
| Mạnh lên nhanh nhất (sức gió bề mặt duy trì trong 1 phút)                       | 55 m/s (120 mph, 105 kt, 195 km/h), từ 40 m/s (85 mph, 75 kt, 140 km/h) lên 95 m/s (205 mph, 180 kt, 335 km/h) trong vòng chưa đến 24 giờ | 22-23/10/2015   | Bão Patricia tại Đông Thái Bình Dương                  | [ 11 ]               |
| Mạnh lên nhanh nhất (áp suất)                                                   | 100 mb (hPa), từ 976 mb (hPa) lên 876 mb (hPa) trong vòng chưa đến 24 giờ                                                                 | 22-23/9/1983    | Bão Forrest tại Tây Bắc Thái Bình Dương                | [ 27 ] [ 28 ]        |
| Tạo ra dòng chảy đáy biển nhanh nhất                                            | 2,25 m/s (5 mph) | 16/9/2004       | Bão Ivan tại Bắc Đại Tây Dương                         | [ 29 ] [ 30 ]        |
| Tốc độ di chuyển nhanh nhất                                                     | 31 m/s (70 mph, 61 kt, 110 km/h) | 21/9/1938       | Bão New England tại Bắc Đại Tây Dương                  | [ 31 ] [ 32 ]        |
| Khoảng cách tới xích đạo gần nhất                                               | 0,7° B | 28/11/2004      | Bão Vamei tại Tây Bắc Thái Bình Dương                  | [ 33 ]               |
| Vật thể tự nhiên di chuyển nặng nhất                                            | 177 tấn Mỹ (161 t) | 8/11/2013       | Bão Haiyan tại Samar, Philippines                      | [ 34 ]               |
| Số lượng bão nhiệt đới nhiều nhất trong 1 mùa bão                               | 39 cơn bão chính thức và 1 cơn bão không chính thức trong Mùa bão Tây Bắc Thái Bình Dương 1964                                            | 12/5-7/12/1964  | Tây Bắc Thái Bình Dương                                | [ 35 ]               |
| Mắt bão ấm nhất                                                                 | 32,2 0C (90 0F) tại độ cao 758 hPa | 23/10/2015      | Bão Patricia tại Đông Thái Bình Dương                  | [ 36 ]               |